# Topless

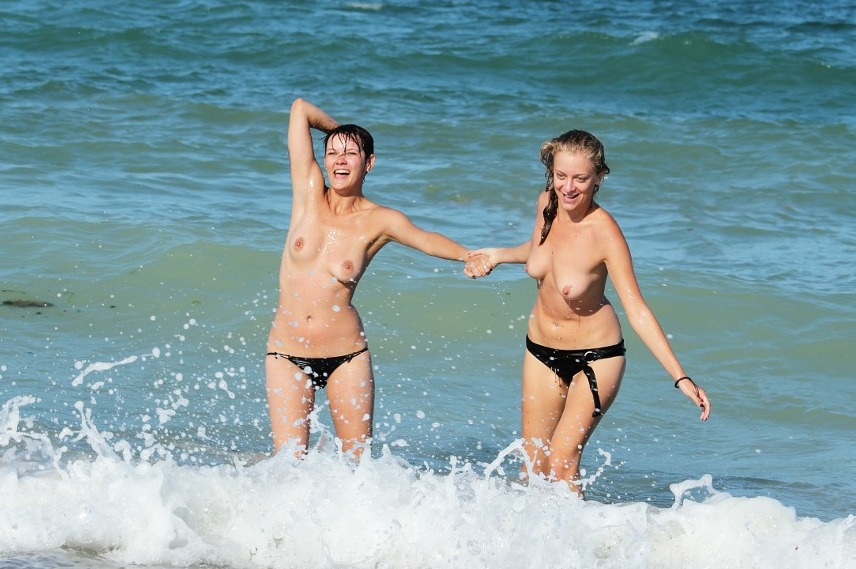
Två kvinnor som badar topless.

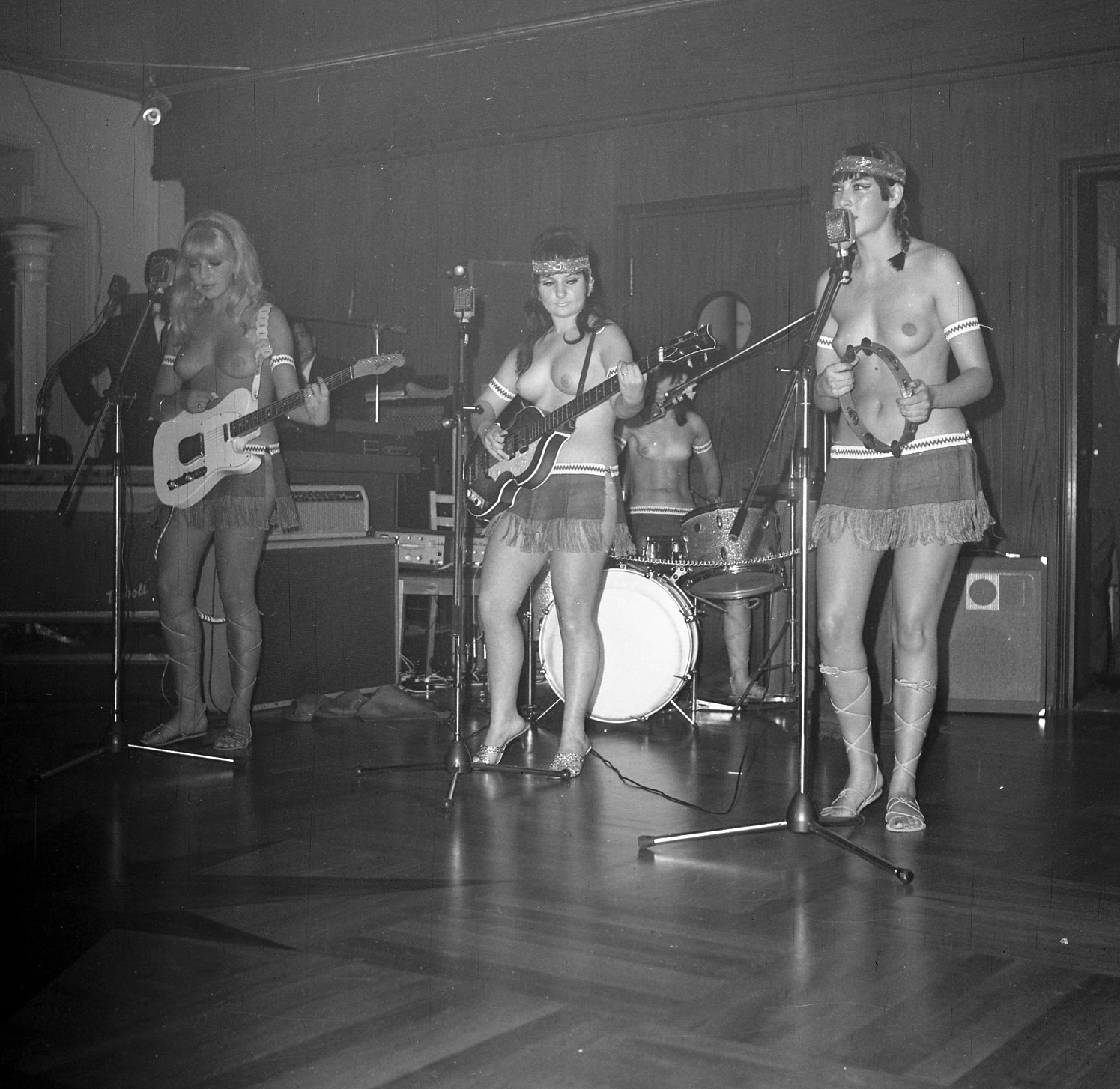
Bandet The Ladybirds uppträder topless i Bergen i Norge år 1968.

Topless (engelska för 'utan överdel') innebär att en person, vanligen en kvinna, har naken överkropp, och syftar främst på ett mode som lanserades 1964. Skälen till att vara topless kan vara flera; rådande mode, ett feministiskt ställningstagande, att det är bekvämt, åsikten att bikiniöverdel är onödig eller en förhoppning att väcka uppmärksamhet. I vissa fall kan valet mötas av oförståelse eller vara olagligt och huruvida det är accepterat varierar  geografiskt, kulturellt och historiskt.

## Historia

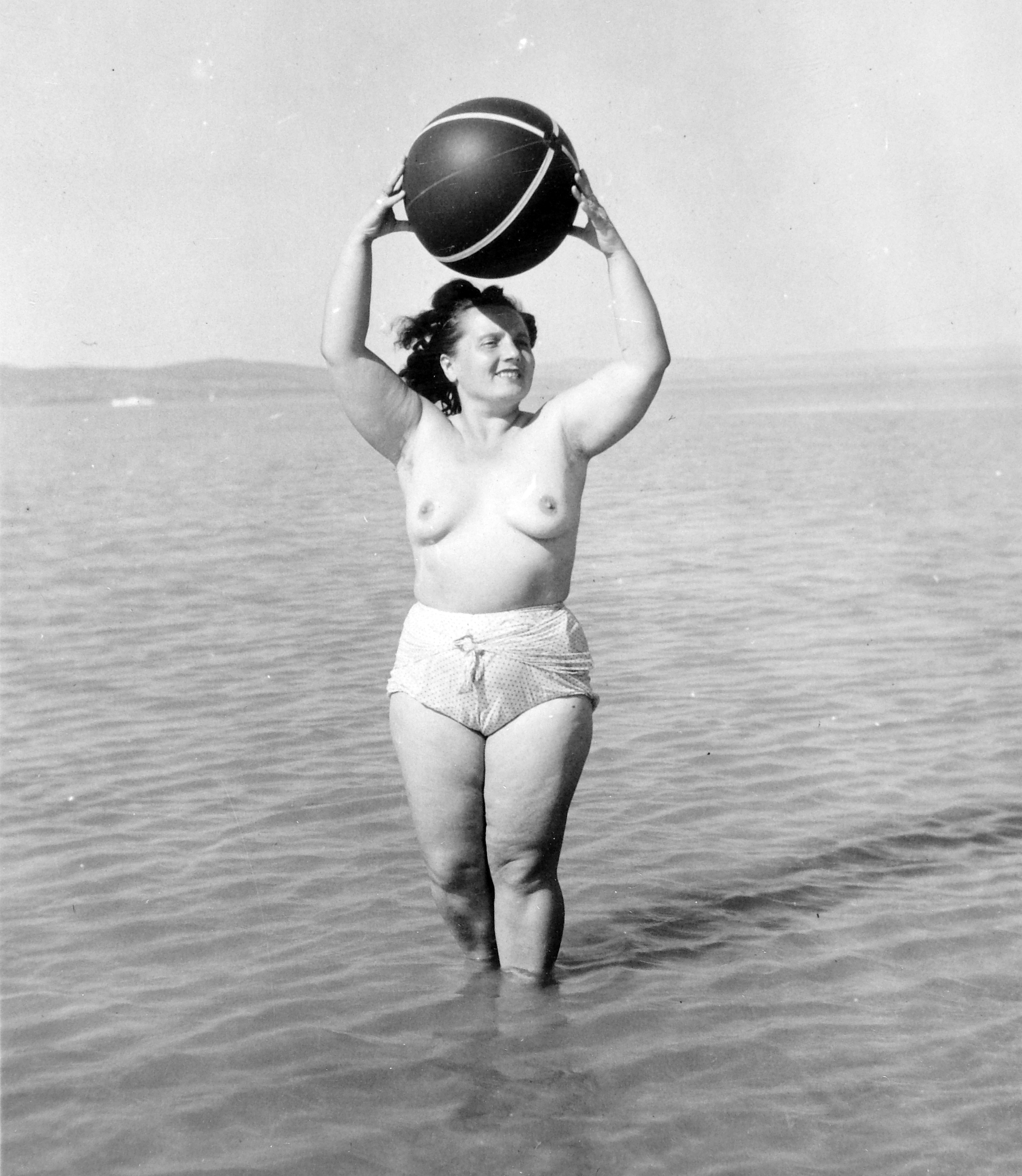
Bilden visar hur kvinnor också tidigare vikt undan behå-band eller övre delen av baddräkten för att undvika tan lines. Ungern 1938.

Normer kring att dölja eller exponera vissa kroppsdelar är sociala och kulturella. Bröst är en viktig symbol för femininitet. I väst har en motvilja mot exponering av kvinnobröst och bröstvårtor existerat sedan 1840-talets viktorianism. Kvinnors bröstvårtor uppfattades (till skillnad från mäns) vara en intim kroppsdel, som i viktoriansk tankevärld skulle döljas av samma skäl som könsorganet, och exponering är fortfarande ett brott i många länder.

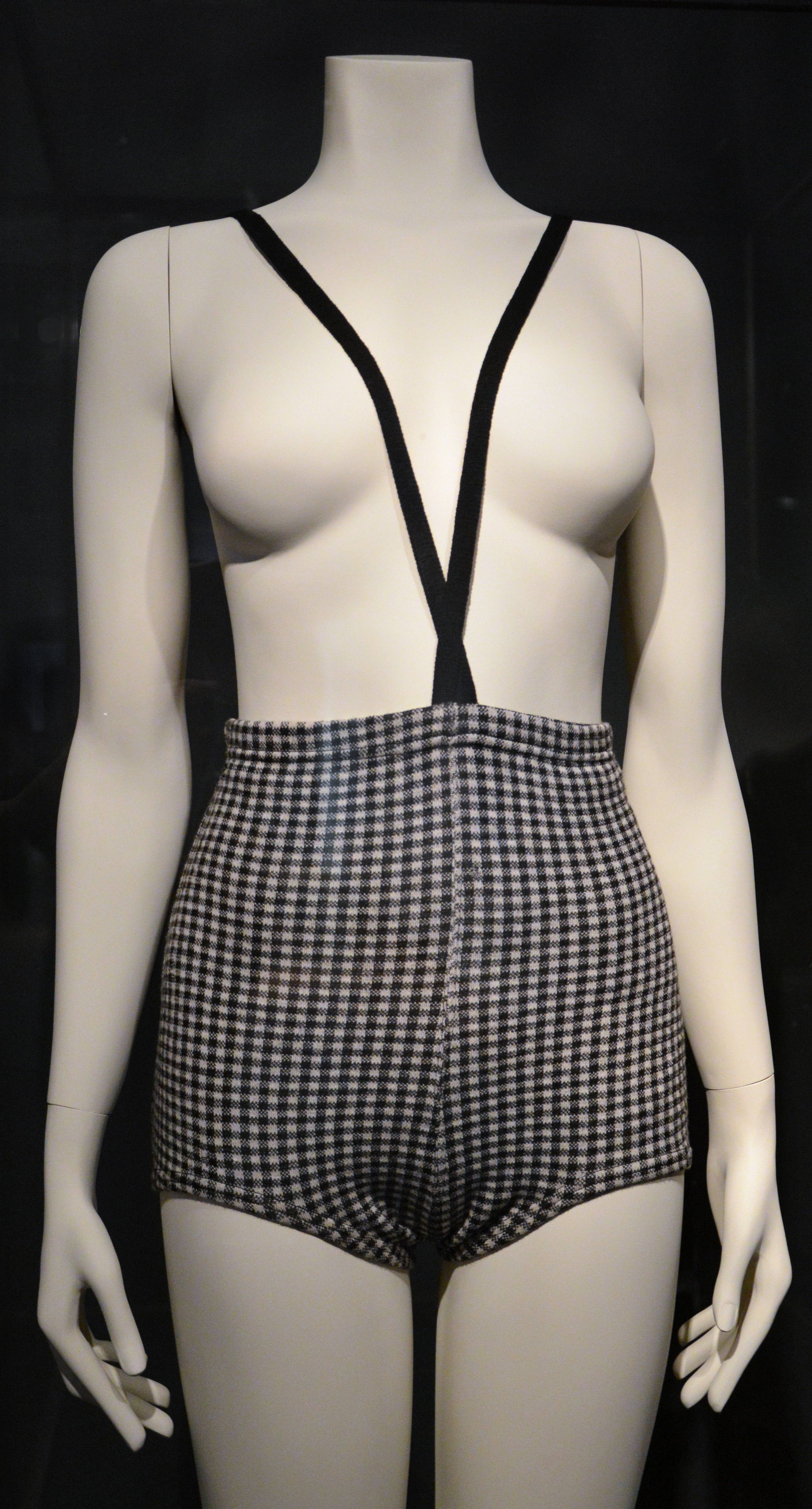
Rudi Gernreichs original monokini från 1964, en topless baddräkt

Begreppet topless, så som det används i svenskan, vilket innebär att en kvinna har bara bröst i ett offentligt sammanhang, dök upp 1964 i och med att modedesignern Rudi Gernreich lanserade en toplessbaddräkt. Samma år började ordet även förekomma i svenska dagstidingar. I engelskspråkiga länder hade begreppet tidigare använts sedan 1937 om manliga badkläder som lämnade bröstet bart. Kring 1966 började begreppet användas runt om i världen även i andra sammanhang än specifikt kopplat till badkläder, exempelvis "toplessbarer" eller "topless värdinnor".
Historiskt har kvinnor och män, i olika sammanhang och i olika kulturer, varit barbröstade men detta har föga gemensamt med dagens innebörd. Kvinnokläder med djupa dekolletage har varit mode i högre samhällsklasser under perioder, och även genomskinlig klädsel förekom under sent 1700- och tidigt 1800-tal.

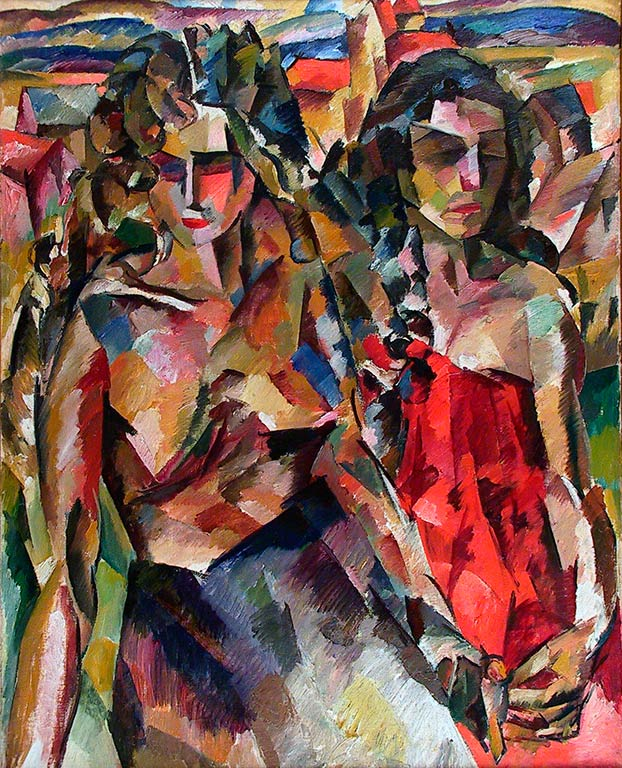
Kubistisk målning från 1919 av den ryska konstnären Aristarkh Lentulov, föreställande två kvinnor där den ena är topless.

Ursprunget till toplessmodet är flera olika och motstridiga kulturella kontexter. Bland annat finns kopplingar till naturismens idéer från sent 1800-tal där frihet, en positiv syn på kroppen och gemensam nakenhet i naturen kopplades till humanistiska värderingar och kroppslig och själslig sundhet. Samtidigt fanns kopplingar till storstädernas öppnare syn på nakenhet i varietéshower, striptease och liknande sammanhang.
I varietéer, konst och kultur har bara kvinnobröst varit vanligare, särskilt i Frankrike. Där lät Delacroix 1830 i målningen La Liberté guidant le peuple folket ledas av frihetsgudinnan, som var Marianne, och vars bara bröst var symbol för trots mot förtryck och tvång.
År 1946 öppnades kabarén Le Lido på Champs-Elysées i Paris. Lidos balett Bluebell girls, ledd av koreografen Margaret Kelly, blev internationellt känd för hög kvalitet och skapade en större acceptans för barbröstade kvinnor på scen, även i Sverige. Karin Kavli var 1950 barbröstad i slutscenen på Ingmar Bergmans uppsättning av Guds ord på landet på Göteborgs stadsteater, och året därefter Kjerstin Dellert i Sköna Helena. Samtidigt kom filmer som Hon dansade en sommar (1951) och Sommaren med Monika (1952), där nakenbad framstod som något naturligt. Detta blev efter hand vanligare, särskilt på mer avskilda platser, i friluftsliv, i samband med bastu och i båtlivet, sammanhang där det var mycket vanligt från 1965. 
Solbad och solbränd hud blev mode i Nordeuropa i början av 1900-talet. Intresset för friluftsliv och utomhusbadande hade ökat. I hälsodebatten uppmuntrades solbad, vilket ansågs sunt. Badkläderna blev mindre. Bikinin lanserades 1946, men blev populär först 1956 genom massmediebilder på Brigitte Bardot.

### Monokini och topless

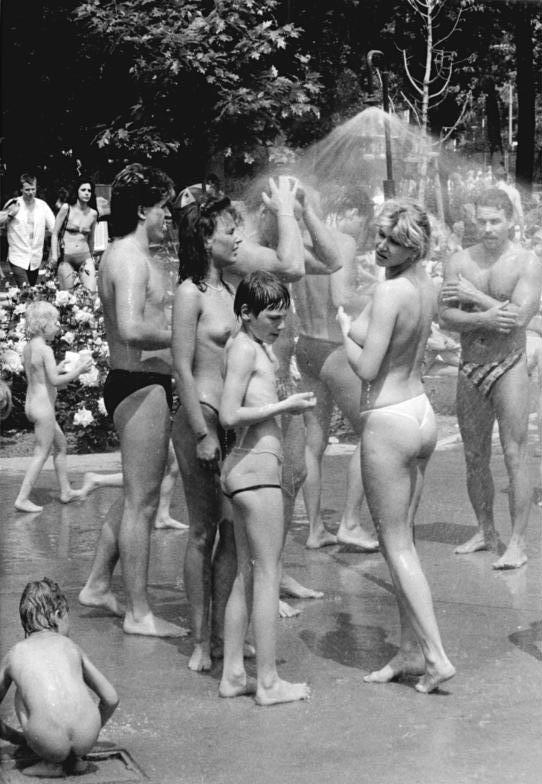
Badplats i Tyskland 1987.

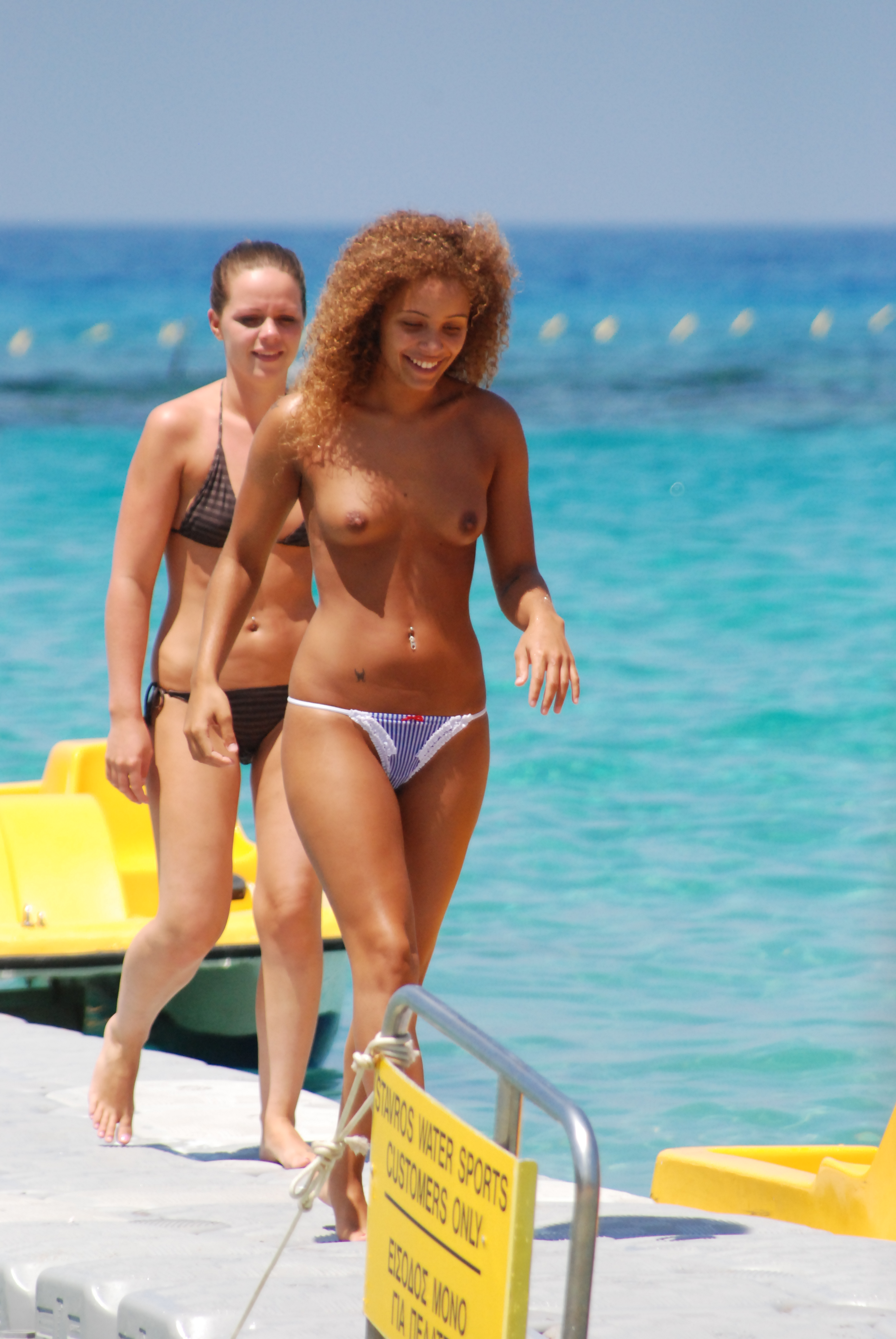
Kvinnor på stranden, Cypern, 2008.

Redan under 1960-talet förekom topless på jetset-stränder på Ibiza och i Saint Tropez, där Brigitte Bardot ofta nämnts som en trendsättaren. År 1964 lanserade modedesignern Rudi Gernreich en toplessbaddräkt, kallad "monokini" eller "topless suit" (i svensk press ibland för "ikini"). Det var en bikinibyxa med band över axlarna. Monokinin fick större uppmärksamhet i massmedia än på stränderna men det var i och med detta plagg som begreppet "topless" spred sig över världen.
År 1968 kom, inte minst genom tydlig kritik från feminister, ett mode som innebar att vissa kvinnor fram till början på 1980-talet slutade använda behå – det så kallade behålösa modet. Unga feminister kastade "tortyrinstrument" som behå, högklackade skor och lösögonfransar. Dagstidningar publicerade i början av 1970-talet bilder från det årliga feministiska kvinnolägret på danska ön Femø, som startats av Rødstrømperne år 1971. Deltagarna var topless, ibland nakna. "Ved at være nøgne på Femø praktiserede kvinderne, hvad de opfattede som en kropslig frigørelse, hvor de afseksualiserede kvindekroppen."
I början av 1970-talet började bikiniöverdelen ifrågasättas i badmodet. Synliga linjer, "tan lines" har länge betraktats som oestetiska. Man har därför ofta vikt undan axelbanden eller lossat bikinibandet när man solade ryggen. På 1970-talet blev solbrända bröst eller solbränna över hela kroppen status. Det visade att man hade tillgång till ett privat område att sola på.
Efter mitten på 1970-talet blev det allt mer vanligt att unga kvinnor helt enkelt tog av sina bikinitoppar då de solade, både i Sverige, Cannes och Saint-Tropez. Det spred sig snabbt i alla åldrar. Omkring 1980 började aktivister, exempelvis Nikki Craft, kräva att topless även skulle accepteras i USA. Från 1980 och fram till omkring 1995 var det relativt vanligt att bada och sola topless i Sverige och många andra länder.
Under slutet av 1980-talet blev hel baddräkt åter mode. Men topless-solandet var då så etablerat att baddräktens överdel helt enkelt "rullades ihop" ned till midjan.

### Tillbakagång
I början av 1990-talet kom en tydlig omsvängning. Modet förändrades först hos unga. Äldre, som levt med topless-solandet i decennier, förvånades och fortsatte ofta sola topless. Men efter hand kom alla att anpassa sig till det nya modet. Antalet kvinnor som solade topless minskade snabbt i både Sverige och andra länder.
I början av 2000-talet fanns en ”allmän politisk oro som rörde den ökade förekomsten av sexualiserade bilder”. Man konstaterade att ”spridningen av sexualiserade bilder motverkade samhällets övriga jämställdhetssträvanden. Speciellt orolig var man över att barn och ungdomar skulle påverkas och bli avtrubbade och inte reagera mot könsförtryck, trakasserier och sexualiserat våld. I den dåvarande regeringens proposition, Makt att forma samhället och sitt eget liv – nya mål i jämställdhetspolitiken, 2005, hade ”sexualiseringen av det offentliga rummet” en egen rubrik. Detta skapade en helt ny tidsanda.
Omkring år 2005 var toplessmodet på stränderna nästan helt borta. Även nakenbad i samband med exempelvis båtliv, friluftsliv och bastubad minskade och försvann. Många förknippar också utvecklingen med digitalkameror och internet, som kunde ge foton stor spridning. Många pekar på ev våg av nypuritanism.
Det fanns tidigt ett glapp mellan dåtidens officiella moral ett nytt feministiskt synsätt som från 2006 började synas i konflikter. Ett sådant exempel har hämtas från ishockeygymnasiet i Kiruna.
”Sedan flera år har killarna i avgångsklasserna poserat med nakna och inoljade överkroppar i skolkatalogen. Det har varit något av en tradition på skolan. Aldrig har detta lett till protester från någon Men när tjejerna i avgångsklassen 2006 poserade med bara överkroppar och med händerna för de nakna brösten, ledde detta till att skolledningen helt frankt plockade ut fotografiet från katalogen. Tjejerna protesterade mot beslutet som de ansåg vara diskriminerande.”
I en kommentar till Aftonbladet hävdade medieforskaren Anja Hirdman att man omedvetet sexualiserar idrottande och nakenhet, och att ”vi borde bli mer uppmärksamma på varför vi alltid problematiserar flickor och sexualitet, men aldrig pojkar och sexualitet.”

### Feministisk reaktion

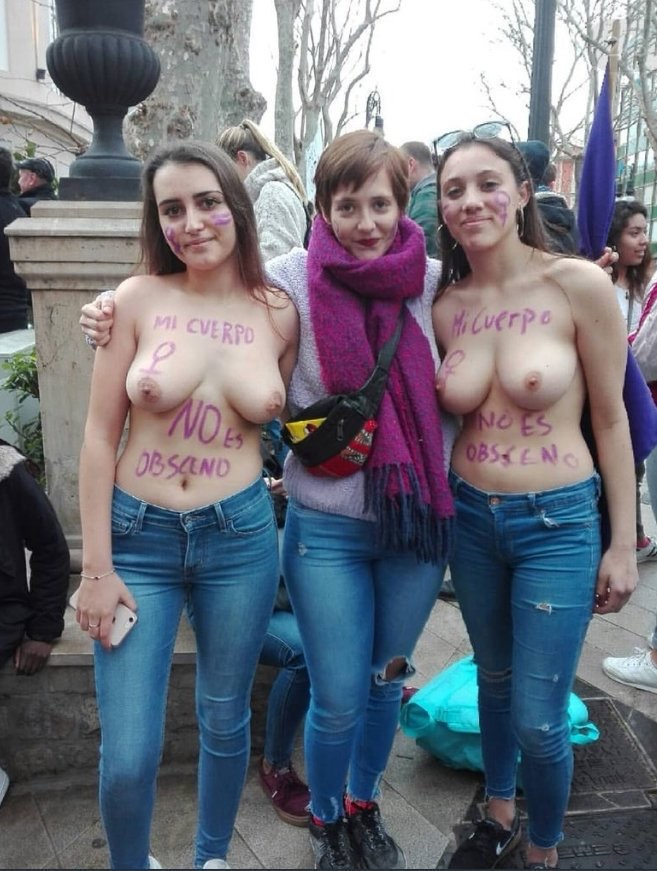
På Internationella kvinnodagen demonstrerar många kvinnor topless, mot sexism och våld mot kvinnor. Kvinnor från Andalusien med texten ”Min kropp är inte obscen”, 2018.

Topless-modet 1975–1995 hade rötter i ett feministiskt motstånd mot kvinnors BH, men kom efter hand att uppfattas som mode och ett bekvämt, naturligt och jämställt val. Men då topless från omkring 2006 kom tillbaka har det ofta varit förknippat med möjligheten till massmedial uppmärksamhet och i hög grad haft form av feministisk aktivism eller kroppsaktivism. Det har ofta mötts av folklig förundran och ibland motstånd. 
År 2007 badade två unga kvinnor topless på ett bad i Uppsala. Personalen protesterade och det inledde en debatt i Sverige. Skulle det vara tillåtet för kvinnor att bada på samma villkor som män? Unga människor var då inte klara över den etablerade ställning topless hade haft på stränder bara några decennier tidigare. 
Nätverket Bara bröst skapades och drev frågan, och det blev efterhand tillåtet för kvinnor att bada utan att täcka brösten på flera badhus i Sverige. Topless Front var en motsvarande organisation i Danmark.. 
I bland annat Nordamerika finns rörelsen Topfree equality ("överdelsfri jämställdhet") som verkar för att det skall vara tillåtet för kvinnor att vara topless överallt där det anses godtagbart att män har bar överkropp. De anser att detta skulle vara ett uttryck för jämställdhet mellan könen, att det skulle underlätta för kvinnor som ammar och eller solar sig, och för att det över huvud taget skulle vara mer praktiskt.
En internationell rörelse, raelians, har tagit upp på kampen för att det överallt ska vara tillåtet att vara topless och ligger bakom Gotopless.org.
Free the Nipple är en rörelse i USA för jämställdhet, startad av filmskaparen Lina Esco med filmen Free the Nipple, 2014, som fokuserar på de dubbla budskap som finns rörande kvinnobröst. Kampanjen verkar inte främst för rätten att vara topless, den vänder sig snarare emot samhällens tendenser till sexualisering av kvinnors överkropp. Ytterst vill den avkriminalisera blottade kvinnobröst i offentligheten i USA och stärka motståndet mot regler som är olika för män och kvinnor. Kampanjen har fått stöd av kända personer som Rihanna, Cara Delevingne, Miley Cyrus, Naomi Campbell, Lena Dunham, Liv Tyler, Emily Ratajkowski, Russell Simmons, Jennifer Aniston, Moira Johnston och Dree Hemingway.
År 2012 bildades Bara kroppar i syfte att "skapa en trygg frizon där alla kroppar har samma värde, bland annat genom att använda en avdramatiserad, avsexualiserad, avestetiserad social nakenhet". Samma år påbörjades också den internationella kampanjen Free the Nipple, som även haft aktioner i Sverige, de senaste sommaren 2015.

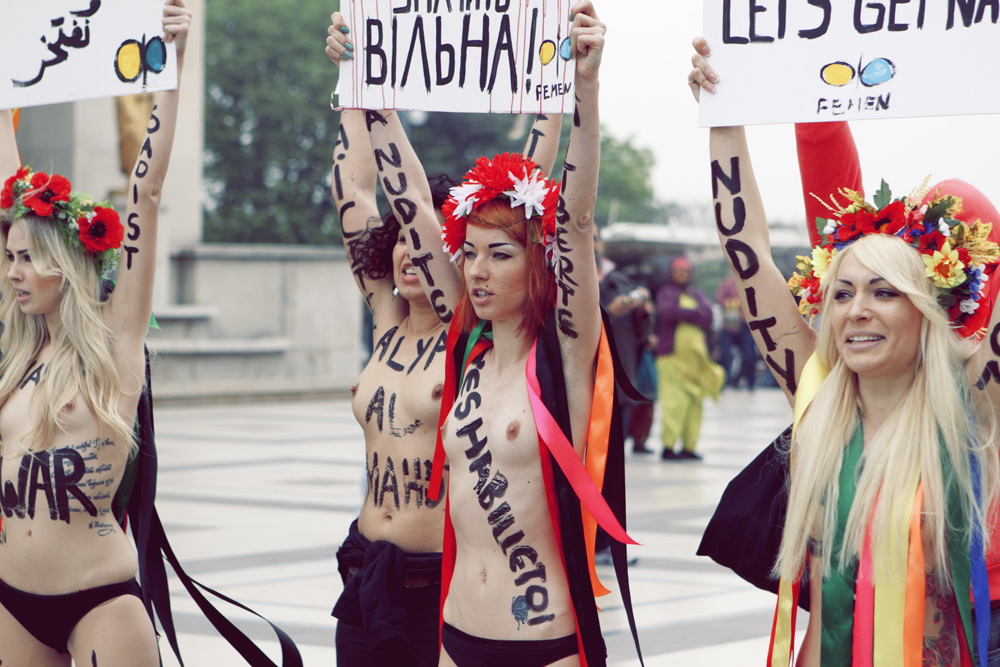
Femen i en demonstration, Paris 2012.

Femen grundades 2008 i Ukraina och har fått mycket stor uppmärksamhet efter olika topless-aktioner. Från år 2013 har även Femen-aktioner i Sverige uppmärksammats.

## Attityder till topless
I många länder, särskilt i Asien och Afrika, är det straffbelagt att visa sig topless.[källa behövs] I många länder anses inte heller män kunna visa sig utan något på överkroppen. I vissa länder, till exempel Thailand, ogillar man visserligen att folk visar sig topless men tillåter det ändå för att locka utländska turister till landet.[källa behövs]
I många fall beror människors attityd på sammanhanget: det man kan acceptera på stranden kanske man ändå inte tycker är godtagbart på stadens gator eller på krogen. Ibland bestäms frågan uttryckligen i den klädkod som råder på ett visst ställe.
Vid Super Bowl XXXVIII i USA rev Justin Timberlake av sin medsångares Janet Jacksons klädnad, så att ena bröstet syntes, under halvtidspausens direktsända underhållning (se Nipplegate). Den tittarstorm som följde berodde främst på att det ansågs att programmet borde vara familjevänligt, men händelsen blev också en milstolpe i medial historia.

### Lagstiftning
I flera länder i Europa har topless på stränder och badplatser blivit accepterat, även om det fortfarande kan vara kontroversiellt på många ställen. Många simhallar i Europa ägs av kommuner[källa behövs], och behandlas som privata organisationer som tillåts ha egna klädkoder. I en del länder i Europa är det dryga böter för blottade kvinnobröst, även på badstränder om de inte är godkända för topless.
I andra delar av världen varierar praxis och regler. I exempelvis USA anses det viktigt att kvinnor döljer bröstvårtor och vårtgård (exempelvis med "pasties") i offentliga sammanhang. I ett typexempel från 2013 sa polisen: "It does not appear to be a law violation, as she was covering everything she needed to have covered".
I Sverige är det däremot tillåtet att vara topless eller naken överallt, förutsatt att man inte beter sig på ett sätt som är ägnat att väcka förargelse hos allmänheten (förargelseväckande beteende) eller obehag hos enskild person (sexuellt ofredande)
Läkaren och professorn Johan Almkvist skrev redan i början på 1900-talet: "Bara en handling kan vara skamlig eller osedlig. Den som i nakenheten ser något osedligt är själv en osund människa". Detta sammanfattar också grunden för svensk lagstiftning. "I svensk rätt finns inte något uttryckligt förbud mot att vara naken i offentlig miljö." Däremot kan en naken eller påklädd person under vissa förutsättningar anses begå handlingar som är brott: sexuellt ofredande (riktat mot individ) eller förargelseväckande beteende (riktat mot allmänheten).
Situationen kan göra att en naken persons handlingar bedömas hårdare särskilt om den är, eller upplevs vara, exhibitionistisk och hotfull. Men handlingen kan även vara vägran att följa tillsägelse från en eller flera personer som störs. Lagen är otydlig och praxis anger var gränsen går. I det dolda kameran-liknande humorprogrammet Raj raj i TV4 visade en skådespelerska/komiker brösten för en man i Humlegården i Stockholm för vilket hon blev dömd för sexuellt ofredande. Men det var inte topplösheten som var olaglig, det var ofredandet. Värderingarna förändras dessutom med tiden. Det som var accepterat 1970-1995, var inte lika acceptabelt under nypuritanismen 1995-2010. Men är nu åter acceptabelt. Mode och klädkod förändras.

### Fotnoter
1. ↑  ”Varyanne Sika "Fashion for Feminists: How fashion and dress shape women's identities". Open Society Initiative of Southern Africa (OSISA), 2014.”. Arkiverad från originalet den 16 juli 2018. https://web.archive.org/web/20180716235213/http://www.osisa.org/buwa/regional/fashion-feminists-how-fashion-and-dress-shape-women%E2%80%99s-identities. Läst 24 september 2020.
2. ↑  Cláudia de Souza Dourado, Suzete Maria Fustinoni, Janine Schirmer, Camila Brandão-Souza. ”Body, culture and meaning”. J Hum Growth Dev. 2018; 28(2). sid. 209. http://www.journals.usp.br/jhgd/article/view/147240/141061.
3. ↑  Diana P.Jones, Cultural Views of the Female Breast, ABNF Journal. Vol. 15, No. 1, 2004.
4. ↑  Cultural Encyclopedia of the Breast (ed. Merril D. Smith), 2014, s. 111f.
5. ↑  ”Jacqueline Sanchez Taylor, “Breasts: a new commodity?” University of Leicester, 2014.”. Arkiverad från originalet den 27 september 2020. https://web.archive.org/web/20200927200053/https://www2.le.ac.uk/projects/social-worlds/all-articles/sociology/breasts-commodity. Läst 20 augusti 2020.
6. ↑  D. Leder, The Body in Medical Thought and Practice, page 223, Springer Science & Business Media, 1992, ISBN|978-0-7923-1657-2
7. ↑  Legal Dictionary The Law Dictionary for Everyone: Indecent exposure.
8. 1 2 3  https://www.etymonline.com/search?q=topless
9. ↑  https://tidningar.kb.se/?q=Topless&from=1950-01-01&to=2020-04-27
10. ↑  https://www.saob.se/artikel/?seek=topless&pz=1
11. ↑  Darcy G. Grigsby, "Nudity à La Grecque." The Art Bulletin 80.2 (1998): 311–35.
12. ↑  Sara Sheridan: Toplessness - the one Victorian taboo that won't go away, BBC, 2014.
13. ↑  ”Mathias Jansson, Friheten på barrikaderna, Tidningen Kulturen, 2015.”. Arkiverad från originalet den 19 oktober 2018. https://web.archive.org/web/20181019205559/https://tidningenkulturen.se/arkiv/98-konst/konst-essaer/19282-friheten-pa-barrikaderna. Läst 19 oktober 2018.
14. ↑  HD Delacroix och feministiska FEMEN, av Sören Sommelius
15. ↑  Aftonbladet 2013 ”Friheten har hår under armarna” av Jan Myrdal
16. ↑  Topless activist inspires France's new Marianne stamp, Reuters, 2013.
17. ↑  Lido, Bluebell girls Arkiverad 16 oktober 2014 hämtat från the Wayback Machine.
18. ↑  Miss Bluebell.
19. ↑  Guds ord på landet.
20. ↑  Expressen Hög på livet.
21. ↑  Bikini, Nationalencyklopedin, 2, s. 534.
22. ↑  https://www.telegraph.co.uk/travel/2475214/Topless-sunbathing-goes-out-of-fashion-on-French-beaches.html Telegraph Travel 2013.
23. ↑  Topless, Nationalencyklopedin, 18, s. 337.
24. ↑  https://tidningar.kb.se/?q=Topless&from=1964-01-01&to=1964-12-31
25. ↑  Behå, Nationalencyklopedin, 2, s. 374.
26. ↑  ”Elisabeth Lönnå, Den nye kvinnebevegelsen i 1970-årene.”. Arkiverad från originalet den 5 mars 2016. https://web.archive.org/web/20160305040821/http://www.kampdager.no/arkiv/organisering/nybevegelse/artikkel_lonnaa.html. Läst 18 augusti 2015.
27. ↑  Bild från Femø 1971.
28. ↑  Liv och skrift.
29. ↑  Femølejren fylder 40.
30. ↑  Femø 1971.
31. ↑  Kvindeplakater Femø
32. ↑  Anne Brædder: Femø kvindelejr 1971-2010 og femøisternes kollektive erindring om lejren, 2010, s. 74.
33. 1 2  Baddräkt, Nationalencyklopedin, 2, s. 205.
34. ↑  https://www.dn.se/arkiv/kultur/topless-strandmodet-som-blev-storpolitik/ DN Kultur: Topless – strandmodet som blev storpolitik. 2014-08-24.
35. ↑  DN Kultur Topless – strandmodet som blev storpolitik 2014-08-24
36. ↑  reddit.se När slutade vi sola/bada topless i Sverige? 2014
37. 1 2 3  Kvällsposten. Nu är det ute att sola topless på stranden 21 jul 2010
38. 1 2  Feministiskt Perspektiv: Backlash på bara bröst! 2015-08-25
39. 1 2  ”Sexualiseringen av idrottens offentliga rum, Riksidrottsförbundet, FoU-rapport 2007:2, s. 3.”. Arkiverad från originalet den 14 juni 2017. https://web.archive.org/web/20170614132331/http://www.rf.se/globalassets/riksidrottsforbundet/dokument/trygg-idrott/sexualisering-av-idrottens-offentliga-rum.pdf. Läst 4 september 2018.
40. ↑  Zenzafakta Stranden juli 2020.
41. ↑  ”Sexualiseringen av idrottens offentliga rum, Riksidrottsförbundet, FoU-rapport 2007:2, s. 26.”. Arkiverad från originalet den 14 juni 2017. https://web.archive.org/web/20170614132331/http://www.rf.se/globalassets/riksidrottsforbundet/dokument/trygg-idrott/sexualisering-av-idrottens-offentliga-rum.pdf. Läst 4 september 2018.
42. ↑  ”Sexualiseringen av idrottens offentliga rum, Riksidrottsförbundet, FoU-rapport 2007:2, s. 27.”. Arkiverad från originalet den 14 juni 2017. https://web.archive.org/web/20170614132331/http://www.rf.se/globalassets/riksidrottsforbundet/dokument/trygg-idrott/sexualisering-av-idrottens-offentliga-rum.pdf. Läst 4 september 2018.
43. ↑  ”Daily Star: Topless protesters call for change during International Women’s Day.”. Arkiverad från originalet den 29 juli 2019. https://web.archive.org/web/20190729103750/https://www.dailystar.co.uk/news/latest-news/687569/topless-women-protesters-international-womens-day-naked-breasts-spain. Läst 29 juli 2019.
44. ↑  BBC News: International Women's Day: More than a topless protest.
45. ↑  Feministiskt Perspektiv: Backlash på bara bröst! 2015-08-25
46. ↑  DN om topless.
47. ↑  A brief history of topless protest. Arkiverad 6 maj 2014 hämtat från the Wayback Machine. (engelska)
48. ↑  ”Bättre för bröstbadare”. Bättre för bröstbadare. Skånskan. Arkiverad från originalet den 1 februari 2014. https://web.archive.org/web/20140201215136/http://www.skanskan.se/article/20080114/NYHETER/698050169/-/battre-for-brostbadare. Läst 1 juli 2013.
49. ↑  Daily Mail, 2008.
50. ↑  Topfree Equal Rights Association (TERA) Arkiverad 11 november 2020 hämtat från the Wayback Machine. (engelska)
51. ↑  Topfreedom. Arkiverad 1 november 2014 hämtat från the Wayback Machine. (engelska)
52. ↑  Rael blog. Arkiverad 26 februari 2014 hämtat från the Wayback Machine. (engelska)
53. ↑  Go topless. (engelska)
54. ↑  Lina Esco.
55. ↑  CARA DELEVINGNE GOES TOPLESS FOR "FREE THE NIPPLE" CAMPAIGN, Fashionista, 2014.
56. ↑  Naomi Campbell's FreeTheNipple photo couldn't survive Instagram's silly nudity rules, Vox, 2015.
57. ↑  Jennifer Aniston on Bringing the “FreeTheNipple Movement” to the Masses First, Vogue, 2017.
58. ↑  Free the Nipple (film).
59. ↑  Style.com: Talking Areolas and Arrest With the Director of the “Free the Nipple” Movie.
60. ↑  Bara Kroppar
61. ↑  Uppsala nyheter, 2015
62. ↑  ”Metro, 2015.”. Arkiverad från originalet den 1 september 2018. https://web.archive.org/web/20180901145841/https://www.metro.se/artikel/de-visar-br%C3%B6sten-och-samh%C3%A4llets-dubbelmoral-xr. Läst 1 september 2018.
63. ↑  One Boob Built YouTube: How Nipplegate Changed the Way We Share Video (engelska)
64. ↑  Naken i Paris – då blir det 30 000 kr i böter
65. ↑  Police: Pasties in public, but no laws broken.
66. ↑  Lawline Nakensolbad - förargelseväckande beteende? 2011
67. ↑  Lawline Vad säger lagen om nakenhet i offentlig miljö? 2017
68. ↑  ”Gefle Dagblad Lagligt att vara naken, 2013.”. Arkiverad från originalet den 3 september 2018. https://web.archive.org/web/20180903215204/https://www.gd.se/artikel/gastrikland/gavle/lagligt-att-vara-naken. Läst 3 september 2018.
69. ↑  LAWLINE Vad säger lagen om nakenhet i offentlig miljö?, 2017.
70. ↑  ”Så naken får du vara hemma”. https://www.svd.se/sa-naken-far-du-vara-hemma. Läst 18 maj 2018.
71. ↑  Öhman, Lars (22 december 2007). ”TV4-stjärna dömd för blottning”. Aftonbladet. http://www.aftonbladet.se/nyheter/article1513022.ab.